# Cotonía
La cotonía saca su nombre de una especie de lienzo o tejido de hilo y algodón con listas a lo largo a que imita muy bien. 
Se fabrican muchas de colores, que por su oposición resaltan mucho más las listas y los fondos. La cotonía se teje siempre con trama sencilla y mojada cuando se fabrica en blanco pero en trama seca cuando se fabrica de colores.